# Bianchi Tipo E
Der Bianchi Tipo E ist ein Pkw-Modell. Hersteller war Bianchi aus Italien.

## Beschreibung
Das Modell wurde etwa 1908 als 50/70 HP bezeichnet. Für 1908 ist 60-75 HP überliefert, für 1913 und 1914 60/75 HP. Im Bianchi-Katalog vom 31. Dezember 1915 wurde das Modell nicht mehr gelistet.
Das Fahrzeug hatte einen Vierzylindermotor. Anfangs waren jeweils zwei Zylinder paarweise gegossen. 130 mm Bohrung und 150 mm Hub ergaben 7964 cm³ Hubraum. Der Motor leistete etwa 70 PS. Die Motorleistung wurde über eine Welle zum Vierganggetriebe an der Hinterachse übertragen. Die weitere Kraftübertragung erfolgte mit einer Kette.
1914 wurde der Motor zu einem Monoblockmotor überarbeitet.
Das Fahrgestell hatte 330 cm Radstand und 145 cm Spurweite. 1913 wog es 1150 kg, im Folgejahr 1200 kg. Bekannt sind offene und geschlossene Karosserien, also Tourenwagen und Limousinen.
In Großbritannien wurden Fahrzeuge mit diesen Zylinderabmessungen von 1908 bis 1910 als 40/50 HP, von 1912 bis 1913 als 70 HP und 1914 als 60/75 HP angeboten, jeweils mit 41,9 RAC Horsepower eingestuft. Für 1916 ist 42/70 HP überliefert. Der 70 HP, der von 1908 bis 1910 in Großbritannien angeboten wurde, war ein anderes Modell mit einem noch größeren Hubraum.